# دانشگاه دعوت
دانشگاه دعوت دانشگاهی خصوصی است که در دولت افغانستان ثبت شده است. دانشگاه دعوت که در سال ۲۰۰۹ تأسیس شد، یک مؤسسه تحصیلات عالی خصوصی غیرانتفاعی است که در محیط شهری کلانشهر کابل (محدوده جمعیت ۱۰۰۰۰۰۰ تا ۵۰۰۰۰۰۰ تن) در افغانستان واقع شده است.

## پیشینه
دانشگاه دعوت در سال ۱۳۸۸ خورشیدی (۲۰۰۹ میلادی) به کوشش رئیس این دانشگاه عبد رب رسول سیاف که هم‌اکنون نیز ریاست این دانشگاه را به عهده دارد، بنیاد نهاده شد. در نخستین گام دانشگاه دعوت دانشکده‌های شرعیات، حقوق و علوم سیاسی و مهندسی را در آغوش خود داشت. بعد از گذشت یک سال دو دانشکده دیگر در کنار دانشکده‌های فوق ذکر ایجاد گردید که عبارتند از دانشکده‌های اقتصاد و روزنامه‌نگاری؛ همچنین در سال ۱۳۹۰ دانشکده داروسازی و در سال ۱۳۹۲ دانشکده پزشکی زنان نیز ایجاد گردید.
در سال ۲۰۱۳ حدود ۷۰۰۰ دانشجو در شش دانشکده شریعت، حقوق، مهندسی، اقتصاد، روزنامه‌نگاری و داروسازی تحصیل می‌کردند. اولین دسته از ۴۵۰ دانش آموز در این سال فارغ‌التحصیل شدند.

## بررسی اجمالی
این موسسه همچنین دارای یک پردیس شعبه در خوست می‌باشد. دانشگاه دعوت که به طور رسمی توسط وزارت تحصیلات عالی افغانستان به رسمیت شناخته شده است، یک مؤسسه تحصیلات عالی مختلط افغانی (محدوده ثبت نام تک رتبه: ۵۰۰ تا ۹۹۹ دانشجو) است.

## دانشکده‌ها
- دانشکده اقتصاد

- دانشکده مهندسی

- دانشکده روزنامه‌نگاری

- دانشکده حقوق و علوم سیاسی

- دانشکده پزشکی برای بانوان

- دانشکده داروسازی

- دانشکده شریعت[۴]